# Syzygium zollingerianum
Syzygium zollingerianum là một loài thực vật có hoa trong Họ Đào kim nương. Loài này được (Miq.) Amshoff miêu tả khoa học đầu tiên năm 1944.